# Basseterre
Basseterre je hlavní město karibského státu Svatý Kryštof a Nevis. Leží na jižním pobřeží ostrova Svatý Kryštof.
Název města by mohl znamenat "Nízká země" (francouzsky basse = nízký  a terre = země), podle vícero názorů byl utvořen od francouzského slova bas = malý, zcela přesný význam pojmenování však známý není.

## Historie
Kryštof Kolumbus přistál na ostrově Svatý Kryštof v roce 1493. S osidlováním začali v roce 1623 Britové (roku 1624 se stal ostrov jejich državou) a v roce 1625 i Francouzi, kteří zde o dva roky později založili město Basseterre. Na základě Versailleské mírové smlouvy z roku 1783 připadlo území definitivně Velké Británii.
Po roce 1867 muselo být město kvůli velkému požáru postaveno znovu.
Od roku 1871 je ostrov součástí Závětrných ostrovů. Od roku 1903 tvořil spolu s ostrovem Nevis prezidencii. V roce 1952 se oba ostrovy spojily s Anguillou v samostatnou kolonii. Mezi lety 1958 a 1962 patřily tyto ostrovy do Západoindické federace, roku 1967 pak získaly autonomii a Anguilla se oddělila. Stát Svatý Kryštof a Nevis se osamostatnil 19. září 1983 a Basseterre se stalo jeho hlavním městem.

## Dnešní Basseterre

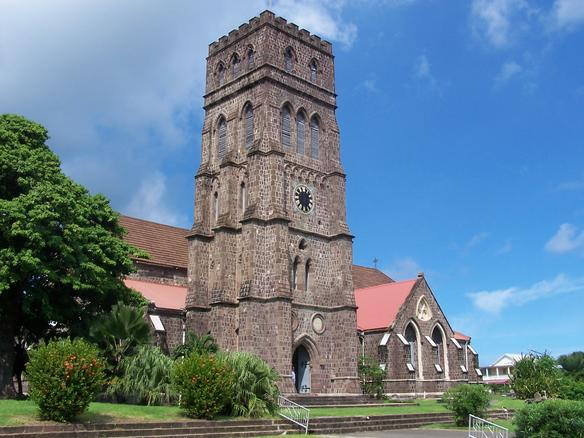
Anglikánský kostel svatého Jiří

Vzhled města ovlivnila dřívější britská a francouzská nadvláda. V centru se na Náměstí nezávislosti nacházejí budovy, postavené v období mezi lety 1714 a 1830. Mezi další památky patří například kostel sv. Jiří.
Hojně navštěvovaná je továrna na výrobu batiky Caribelle.
V národním parku Brimstone Hill nedaleko města se nachází pevnost Old Brimstone.
Město má také význam jako průmyslové středisko, zpracovává se zde cukr, který tvoří velkou část vývozu státu.

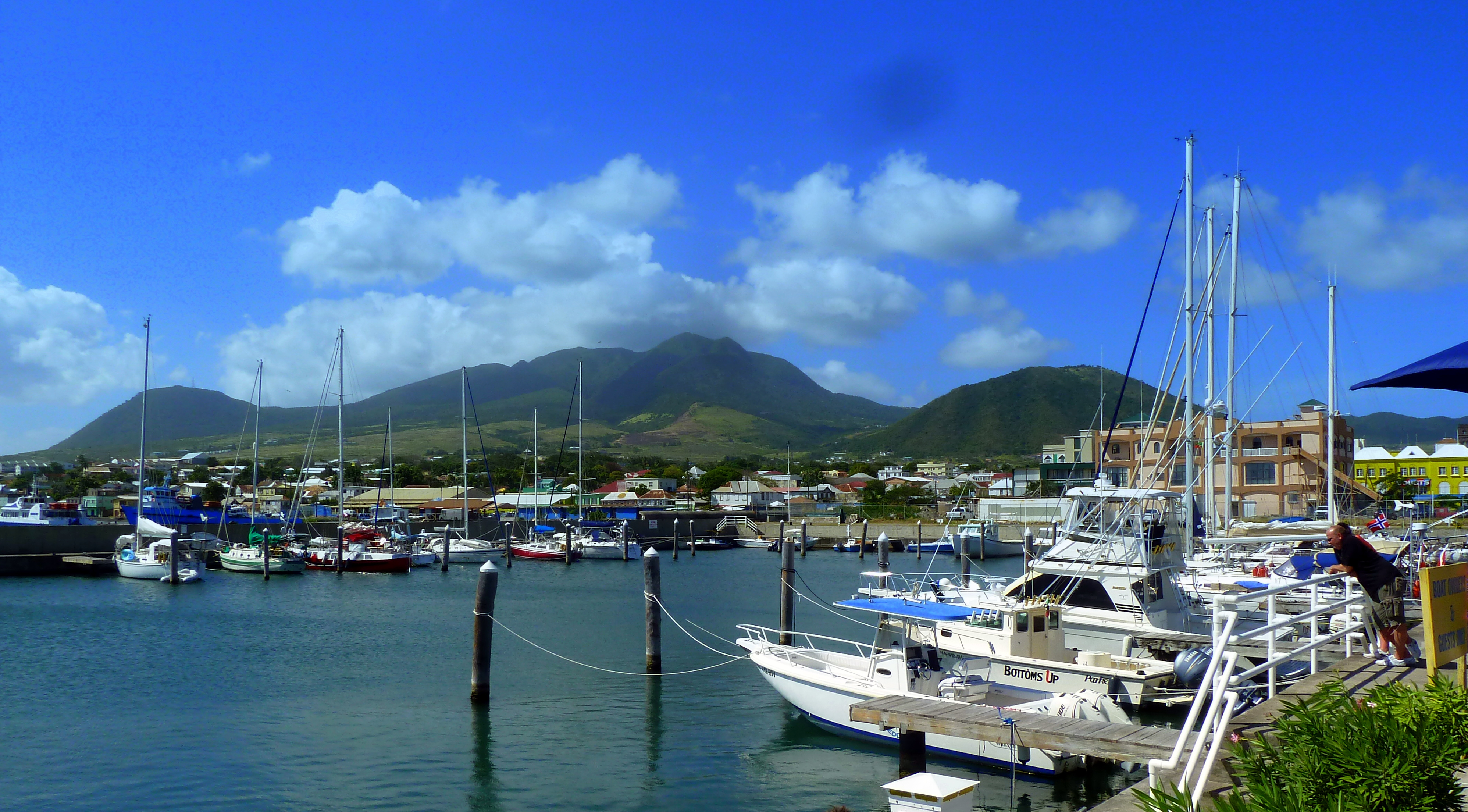
přístav Basseterre

## Podnebí
Průměrná denní teplota je 24 °C v lednu a 27 °C v červenci. Nejvíce srážek spadne v říjnu (kolem 200 mm). Lednový průměr je 120 mm a červencový 150 mm.

## Obyvatelstvo
V roce 1860 žilo v Basseterre 6 500 lidí. Tabulka zachycuje pokles počtu obyvatel ve druhé polovině 20. století:
| Rok            | 1976   | 1980   | 1994   |
| Počet obyvatel | 15 897 | 14 725 | 12 220 |